# Velika Njiva (Republika Serbska)
Velika Njiva (cyr. Велика Њива) – wieś w Bośni i Hercegowinie, w Republice Serbskiej, w gminie Šekovići. W 2013 roku liczyła 293 mieszkańców.